# Base Belgrano III
La Base de Ejército General Belgrano III o Base Belgrano III fue una estación científica permanente de Argentina en la Antártida, cuyo nombre evoca a Manuel Belgrano. Se ubica en las coordenadas 77°54′02″S 45°47′01″O / -77.90056, -45.78361, en el norte de la isla Berkner sobre la barrera de hielo Filchner-Ronne. Está inactiva desde la Campaña Antártica de Verano 1983/84.
Al momento de su inauguración el 30 de enero de 1980 era la base antártica permanente argentina más austral.
Esta estación científica fue desactivada y evacuada el 14 de enero de 1984 debido a la fractura de los hielos sobre los que se asienta, poniendo en peligro al personal y los equipos.

## Historia
El 8 de enero de 1980, durante la segunda etapa de la campaña austral de verano 1979–1980, el rompehielos ARA Almirante Irízar de la Armada Argentina zarpó de Buenos Aires con la misión de fundar una nueva base en la isla Berkner.
El 24 de enero de 1980 y después de 16 días de navegación, el barco llegó al lugar elegido, cerca de 200 km al oeste de la Base Belgrano I, que ya había sido abandonada a causa de una rotura en la plataforma de hielo sobre la que se localizaba.
Belgrano III fue oficialmente inaugurada el 30 de enero después de finalizar el traslado de las cargas con ayuda de dos helicópteros Puma SA 330 de la Aviación del Ejército Argentino. La primera dotación de nueve oficiales del Ejército Argentino que invernó en la base estuvo al mando del mayor Carlos Alberto Retamozo.
Belgrano III fue desactivada luego de 4 años de servicio continuo debido al rápido deterioro de la barrera de hielo en ese sitio. La base fue cerrada el 15 de enero de 1984 y todo su personal fue evacuado por un helicóptero del  ARA Almirante Irízar. Debido al mal tiempo y a fallas en un segundo helicóptero, 33 toneladas de equipos empaquetados fueron abandonadas para ser recuperadas posteriormente. En las siguientes campañas no se pudo recuperar el equipamiento abandonado y una inspección en helicóptero en 1989 mostró que la base y los equipos empaquetados estaban ya completamente enterrados en la nieve y el hielo a 4-5 m de profundidad, y solo una antena sobresalía en la superficie.

## Descripción
Las instalaciones iniciales de la Base Belgrano III estaban compuestas por 9 módulos móviles acoplados juntos y montados sobre orugas. Estaban construidos de material plástico, que proveía una estructura resistente y aislación térmica a la vez. Además la base tenía un cubículo montado sobre esquíes. Esas instalaciones fueron asignadas para el personal, estación de comunicaciones, enfermería, estación meteorológica, cocina, baños y usina de energía.
Una cámara de congelación fue construida en el hielo, y algunos depósitos fueron instalados directamente sobre el suelo.
El personal de Belgrano III llevó a cabo diversos proyectos científicos sobre meteorología, geomagnetismo y topografía de la zona.